# Rijn-Ruhrs voetbalkampioenschap 1903/04
In 1903/04 werd het tweede Rijn-Ruhrs voetbalkampioenschap gespeeld, dat georganiseerd werd door de West-Duitse voetbalbond. 
Duisburger SpV werd kampioen en plaatste zich voor de West-Duitse eindronde. In een groepsfase met Bonner FV 01 en Düsseldorfer FC 1899 werd de club kampioen. Hierdoor plaatste de club zich ook voor de eindronde om de landstitel. De club versloeg Casseler FV 95 met 5:3 en verloor dan na verlengingen van regerend landskampioen VfB Leipzig. 

## 1. Klasse
| Plaats | Club                | Wed. | W | G | V | Saldo | Ptn. |
| ------ | ------------------- | ---- | - | - | - | ----- | ---- |
| 1.     | Duisburger SpV      | 5    | 4 | 0 | 1 | 15:5  | 8:2  |
| 2.     | Essener SV 1899     | 5    | 3 | 0 | 2 | 9:12  | 6:4  |
| 3.     | SC Preußen Duisburg | 5    | 2 | 0 | 3 | 16:13 | 4:6  |
| 4.     | Essener TB 1900     | 3    | 0 | 0 | 3 | 1:11  | 0:6  |

|  | Kampioen |

## 2. Klasse
| Plaats | Club                        | Wed. | W | G | V | Saldo | Ptn.  |
| ------ | --------------------------- | ---- | - | - | - | ----- | ----- |
| 1.     | Duisburger SpV 1900 II      | 8    | 7 | 1 | 0 | 19:05 | 15:01 |
| 2.     | VfvB Ruhrort 1900           | 7    |   |   |   | 19:07 | 07:07 |
| 3.     | SC Preußen Duisburg 1901 II | 8    |   |   |   | 14:14 | 06:10 |
| 4.     | Essener SV 1899 II          | 7    |   |   |   | 08:28 | 06:08 |
| 5.     | SuS Schalke 1896            | 5    |   |   |   | 16:17 | 04:06 |
| 6.     | Essener TB 1900 II          | 5    |   |   |   | 03:08 | 02:08 |

|  | Kampioen |